# Ryggstrimmig pelamid
Ryggstrimmig pelamid (Sarda sarda) är en pelagisk stimfisk i familjen makrillfiskar som finns i Atlanten och påminner om en liten tonfisk.
Kallas även atlantisk bonito.

## Utseende
Den ryggstrimmiga pelamiden har en blå- till grönaktig ovansida med gröna, mörkgröna till mörkblå längs- till diagonalstrimmor ovanför den vågformade sidolinjen. Buken är silvervit. Ungfiskarna har dessutom 10 till 12 mörkblå tvärstrimmor, men dessa försvinner i regel när de blir vuxna. Arten påminner om en liten tonfisk, med 6 till 9 småfenor längs stjärtroten och två ryggfenor som sitter tätt ihop. Längden håller sig vanligtvis under 50 cm, även om arten kan bli över 90 cm lång.

## Vanor
Arten är en pelagisk stimfisk som håller sig nära kusterna på ett djup mellan 80 och 200 m. Den lever på mindre stimfiskar, räkor och bläckfiskar. Kannibalism förekommer. Den ryggstrimmiga pelamiden hoppar ofta ovan vattenytan i jakten på föda.
Arten kan bli minst 5 år gammal.

### Fortplantning
Den ryggstrimmiga pelamiden blir könsmogen vid en längd av omkring 40 cm. Den leker under försommar till sommar i varmare vatten. Ägg och larver är pelagiska.

## Utbredning
Utbredningsområdet omfattar Atlantens kustnära områden, i väster från Nova Scotia i Kanada till Florida i USA och norra Mexikanska golfen, samt från Brasilien söder om Amazonfloden till norra Argentina; i öster från Oslofjorden i Norge via Medelhavet och Svarta havet till Sydafrika. Har besökt Sverige och mycket sällsynt Östersjön och Finland. Under höstarna 2010 och 2015 var den vanligt förekommande nära Ringhals varmvattensutsläpp.

## Ekonomisk betydelse
Arten är föremål för ett flitigt fiske i bland annat Medelhavet. Sportfiske förekommer också.